# Oskar Oliven
Oskar Oliven (geboren 1. April 1870 in Breslau; gestorben 13. Januar 1939 in Zürich) war ein deutscher Manager im Maschinenbau und in der Elektroindustrie.

## Leben
Oskar Olivens Eltern waren Jacob Oliven und dessen Ehefrau Augusta Oliven geb. Schottländer. Nach seinem Studium an der Technischen Hochschule Hannover war er zunächst als Ingenieur bei der Deutschen Elektrizitätsgesellschaft Buenos Aires beschäftigt. Er heiratete Sophie Alice, die Tochter von Isidor Loewe (1848–1910), Mitinhaber der Ludwig Loewe & Co. AG und 1894 Mitbegründer der Gesellschaft für elektrische Unternehmungen (Gesfürel).
1904 wurde er in den nun dreiköpfigen Vorstand der Ludwig Loewe & Co. AG und 1906 in den Vorstand der Gesfürel berufen. Nach Isidor Loewes Tod war er Vorstandsmitglied in beiden Unternehmen und 1923 Generaldirektor im Gesfürel-Vorstand. Daneben hatte er zahlreiche Aufsichtsratsmandate. 1929 verschmolzen beide Unternehmen zur Gesellschaft für elektrische Unternehmungen – Ludwig Loewe & Co AG.
1930 stellte Oliven seinen „Generalplan“ für ein europäisches Höchstspannungsnetz vor. Durch die Nutzung zeitlich und regional unterschiedlicher Anbieter könnten Verluste bei der Energiespeicherung verringert werden. Er sah ein 10.000 Kilometer langes Stromnetz vor, das unter anderem die Wasserkraft in Skandinavien, die Gebiete der Braun- und Steinkohlevorkommen in Nordfrankreich und Westdeutschland miteinander verbinden sollte.
1934 trat er altersbedingt in den Ruhestand und wechselte in den Aufsichtsrat des Unternehmens. Den Vorstand übernahm Isidor Loewes Sohn, Erich Loewe. Als Erich, ebenso wie sein Bruder Egon, 1937 infolge der „Arisierung“ ausscheiden musste, legte Oliven aus Protest sein Aufsichtsmandat nieder. Während die Familie Loewe in die USA emigrierte, zog die Familie Oliven in die Schweiz. 1941 wurde ihr Vermögen im Deutschen Reich beschlagnahmt. 
Oskar Oliven starb im Januar 1939 im Alter von 68 Jahren.